# Miguel de Pasamonte
Miguel de Pasamonte (Ibdes, ? - Santo Domingo, 21 de febrero de 1525) fue un político español del siglo XV, famoso por su papel como tesorero general de Indias en los comienzos del imperio español.

## Biografía
Pasamonte era originario de Ibdes, en el reino de Aragón, aunque sus orígenes familiares son inciertos. Algunas fuentes le atribuyen un origen noble mientras que otras le dan un origen converso. En cualquier caso las fuentes coinciden en que entró en la burocracia real de los Reyes Católicos, cuyos influyentes secretarios Miguel Pérez de Almazán y Lope de Conchillos tenía orígenes cercanos. Pasamonte parece haber sido secretario de la reina Germana de Foix.
En 1508 Pasamonte pasó a La Española ante el interés regio en cartografiar las nuevas posesiones americanas y en tener un tesorero fiel a la monarquía. Su llegada venía a poner remedio a un periodo de ineficiencias en la explotación minera y corrupciones como la del tesorero previo, Cristóbal de Santa Clara. El monarca, necesitado de ingresos para acometer su proyectada campaña en el norte de África y la guerra en curso en Italia, veía con preocupación la caída de recaudación en la colonia y preparaba la sustitución del gobernador Nicolás de Ovando.
Su misión le puso en el bando contrario a los partidarios del antiguo gobernador y del sustituto de este, el almirante Diego de Colón, que habían sido patronos de Santa Clara. Pasamonte en cambio era cambio considerado el hombre del secretario Conchillos y el inspector en nombre del rey. Contó sin embargo con el apoyo del obispo Juan Rodríguez de Fonseca y con el respaldo real, que le puso también a cargo de las fortalezas de La Concepción y Santo Domingo. La tenencia de dos fortalezas en vez de una sola era algo inusual en el periodo y ha sido señalado como una muestra del favoritismo real.
Pasamonte tuvo éxito en imponer las instrucciones que había recibido del rey, siendo autor de una descripción geográfica de la isla y un aumento de la producción minera y agrícola. Para ello realizó un uso sistemático del sistema de encomiendas y de la captura y esclavización de indígenas. El censo de los indios de la isla fue uno de las primeras tareas de Pasamonte, a fin de inventariar la mano de obra disponible para la minería, a lo que siguieron incursiones en islas vecinas para compensar el declive entre los indios asignados a las encomiendas. El repartidor general de indios Pedro Ibáñez de Ibarra fue otro miembro de la red de Conchillos y Pasamonte y un importante colaborador en las políticas de Miguel. En comparación al régimen previo de Ovando, tras la llegada de Pasamonte los indios pasaron a ser considerados un recurso a economizar. Pasamonte acumuló igualmente una fortuna privada en encomiendas, ingenios azucareros, trata de indios y comercio de perlas, amén de usar su control de los recursos estatales para recompensar a sus partidarios y a su familia, como su sobrino Esteban de Pasamonte. Sólo después de su muerte se descubrió el alcance del desfalco en el tesoro de Indias.
Esta riqueza y la privanza con la Monarquía le convirtieron un hombre muy poderoso en América, como demuestra la caída en desgracia de Cristóbal de Cuéllar, Juan de Esquivel y Bartolomé Colón tras informes negativos al monarca por parte de Pasamonte, su patrocinio de las expediciones de Vasco Núñez de Balboa, su papel en lograr que Juan Ponce de León obtuviera el gobierno de Puerto Rico frente a Diego Colón o el encargo recibido del rey para atajar el conflicto causado por el predicador Antonio de Montesinos, que había criticado el trato a los indígenas y se había enfrentado al gobernador Colón. También aparece muy asociado a la llegada a América de Hernán Cortés. Pasamonte llegó a recibir poderes del monarca para castigar a partidarios de Colón que se habían opuesto al tesorero. El conflicto entre las facciones de Pasamonte y Colón sería una de las causas de la creación de la Real Audiencia de Santo Domingo en 1511, limitando así los poderes virreinales de Colón en un hito fundamental para la creación de una burocracia real en la América española.
En 1514 recibió permiso para regresar a Castilla por una enfermedad, aunque volvió a América. El nombramiento de Pasamonte en 1515 como repartidor general de indios tras la muerte de Ibáñez de Ibarra fue un importante hito en su ascenso político, pues le dio el control directo del reparto de la mano de obra a las haciendas y negocios privados. Con la muerte de Fernando el Católico y su sucesión por Carlos V, Pasamonte afrontó un nuevo conflicto político con Alonso de Zuazo, que le acusó de tener un origen judío dentro de las luchas faccionales en La Española. La acusación no fue solo dirigida contra Pasamonte sino también contra colaboradores suyos de origen converso como Diego Caballero de la Rosa. Pasamonte respaldó en cambio a otros líderes de la colonia opuestos a Zuazo, como Lucas Vázquez de Ayllón.
Ante el estancamiento de los ingresos reales hacia 1519, se decidió la implantación del cultivo de azúcar a gran escala en la isla y la introducción de esclavos negros. Pasamonte parece sin embargo haber mostrado ciertas reticencias al empleo de los fondos reales para financiar la empresa, siendo presionado por otros funcionarios coloniales para ello. Pasamonte finalmente recibió órdenes reales al respecto.
Falleció en Santo Domingo en 1525, siendo sucedido en la tesorería de Indias por su sobrino Esteban.